# Rudka (Końskie)
Rudka [pronunciación en polaco: /ˈrutka/] es un pueblo en el distrito administrativo de Gmina Fałków, dentro del Distrito de Końskie, Voivodato de Świętokrzyskie, en el sudeste de Polonia. Se encuentra aproximadamente 2 kilómetros al oeste de Fałków, 25 kilómetros al oeste de Końskie, y 47 kilómetros al noroeste de la capital regional, Kielce.